# ...dillo tu
...dillo tu è un album del cantante italiano Fred Bongusto, pubblicato dall'etichetta discografica Ricordi nel 1985.

## Tracce
Lato A
1. ...dillo tu
2. La maglietta gialla
3. Ammore scumbinato
4. Via Roma
5. Il buio e il cuore

Lato B
1. Bugiarda ballerina
2. Femmene
3. Allora
4. Un garofano rosso
5. Madre
6. Catarì